# Anoeconeossa miniatae
Anoeconeossa miniatae är en insektsart som beskrevs av Taylor 1987. Anoeconeossa miniatae ingår i släktet Anoeconeossa och familjen rundbladloppor. Inga underarter finns listade i Catalogue of Life.